# ابمو سفلی
آبمو سفلی، روستایی از توابع بخش سوق، شهرستان کهگیلویه در استان کهگیلویه و بویراحمد ایران است. این روستا در مجاورت سد مارون قرار دارد به دلیل اینکه این روستا در زمان قدیم دارای چشمه و آب‌های فراوانی بود به نام روستای آبمو سفلی نامیده شد.
این روستا در دهستان طیبی گرمسیری جنوبی قرار دارد و براساس سرشماری مرکز آمار ایران در سال ۱۳۸۵، جمعیت آن ۴۵ نفر (۱۲خانوار) بوده‌ است. شغل اکثر افراد این روستا دامداری و کشاورزی است.
ساکنان
ساکنان این روستا دارای چند طایفه هستند: دِزَکی (دزک محلی در نزدیکی شهرکرد در استان چهارمحال بختیاری است. این طایفه درنقاط مختلف استان کهگیلویه و بویراحمد و استان خوزستان پراکنده هستند) - طایفه تاج الدین طیب - کُرایی - طامحمیدی و سید (که این طایفه‌ها به زبان لری به تاش طیوی -کرویی -طامحمری نام دارند)